# دوار الشمس القزم
دوار الشمس القزم نوع نباتي يتبع جنس دوار الشمس من الفصيلة النجمية.

## البيئة والانتشار
ينتشر في غرب الولايات المتحدة.